# Plesiorycteropus
Plesiorycteropus (лат.), также известный как bibymalagasy (дословно — малагасийское животное) и малагасийский земляной поросёнок (голландск.) или малагасийский трубкозуб — род вымерших млекопитающих, обитавших в плейстоцене — голоцене на Мадагаскаре. 
Впервые описанные в 1895 году, они были изначально отнесены к трубкозубам, однако сейчас выделяются в собственный отряд бибималагашей (Bibymalagasia), который может входить в Afrotheria. Молекулярные исследования 2013 года свидетельствуют о том, что род относится к тенрековым. Известно два вида — более крупные P. madagascariensis и более мелкие P. germainepetterae. Они, возможно, сосуществовали в одних и тех же местах.
Обнаруженные костные останки животных не были полными, поэтому знания об их скелете пока также фрагментарны. Plesiorycteropus считают роющими насекомоядными животными, которые копали грунт в поисках муравьёв и термитов, хотя, возможно, они и не могли разрушить сам термитник, исходя из размеров животных. Их вес мог варьироваться от 6 до 18 кг, а обстоятельства вымирания доподлинно неизвестны.

## Таксономия и история изучения
Plesiorycteropus были впервые описаны в 1895 году французским натуралистом Анри Фильхолем (Henri Filhol) на основании находки части черепа животного в пещере Belo. Фильхоль поместил новое животное рядом с трубкозубом (Orycteropus). В 1946 году Ламбертон уточнил описание, имея доступ к большему количеству материала.
В 1994 году Росс Макфи (Ross MacPhee) разделил род на два вида — более крупных P. madagascariensis и более мелких Plesiorycteropus germainepetterae, последний он назвал в честь учёного Германа Петтера (Germaine Petter). Кроме разницы в размерах, у представителей этих видов имеются и морфологические различия.
Обнаруженные останки Plesiorycteropus нередко путали с другими животными и ошибочно идентифицировали даже как кости приматов.

## Описание
Известно четыре повреждённых черепа (с изъятиями), три из них принадлежат виду P. madagascariensis и один P. germainepetterae). Как именно выглядели головы животных, включая назальные кости и челюсти, является предметом научной дискуссии. Животное имело как минимум 7 крестцовых и 5—6 поясничных позвонков и обладало хвостом, а также сильными лапами, которыми могло копать грунт.

## Экология, поведение и вымирание
Строение Plesiorycteropus позволяет заключить, что они были насекомоядными и копались в субстрате в поисках муравьев и термитов, а также могли употреблять иную относительно мягкую пищу и лазать. Они, судя по местам находок останков, обитали в центральной, южной и западной части Мадагаскара, возможно, вблизи болот.
О вымирании Plesiorycteropus известно немного, Макфи считает, что оно случилось примерно 1000 лет назад, одновременно с исчезновением некоторых других представителей фауны Мадагаскара. Европейские исследователи XVII века уже не обнаружили на острове ничего подобного Plesiorycteropus. Радиоуглеродный анализ одной из костей указал на её происхождение из II века до н. э.
Вымирание Plesiorycteropus довольно уникально, так как другие виды, сошедшие со сцены одновременно с ними — гигантские лемуры, гигантские фоссы, большие птицы — были крупнее и не были насекомоядными, в то время как некоторые животные с более специфичной диетой выжили. Считается, что деятельность человека, в том числе, связанная с вырубкой лесов, могла способствовать вымиранию рода.